# 佩斯基农村居民点 (巴甫洛夫斯克区)
佩斯基农村居民点（俄语：Песковское сельское поселение）是俄罗斯联邦沃罗涅日州巴甫洛夫斯克区所属的一个农村居民点。其下辖有7个居民点，行政中心为佩斯基。据2016年统计，该农村居民点的人口为878人。